# Смілянський коледж харчової промисловості
Смілянський технологічний фаховий коледж — заклад фахової передвищої освіти, структурний підрозділ Національного університету харчових технологій.

## Відділення та спеціальності
Відділення комп'ютерно-інтегрованих технологій та адміністрування
- 151 АВТОМАТИЗАЦІЯ ТА КОМП'ЮТЕРНО-ІНТЕГРОВАНІ ТЕХНОЛОГІЇ
- 122 КОМП'ЮТЕРНІ НАУКИ

Відділення промислових технологій
- 181 ХАРЧОВІ ТЕХНОЛОГІЇ
  - Виробництво хліба, кондитерських, макаронних виробів і харчових концентратів
  - Виробництво цукристих речовин та експертиза якості харчової продукції
- 073 МЕНЕДЖМЕНТ
- 075 МАРКЕТИНГ
- 133 ГАЛУЗЕВЕ МАШИНОБУДУВАННЯ
  - Експлуатація та ремонт машин і механізмів
  - Комп'ютерні технології в машинобудуванні

Відділення загальноосвітньої підготовки

## Матеріально-технічна база
Для проведення навчальних занять коледж використовує три навчально-лабораторних корпуси та майстерню. Загальна площа будівель становить 22915 м².
Всього аудиторний фонд технікуму нараховує 81 аудиторію (55 кабінетів і 26 спеціалізованих лабораторій).
Всі лабораторії і кабінети обладнані сучасним устаткуванням, технічними засобами навчання, комп'ютерною та мультимедійною технікою, навчальними меблями, інвентарем, що забезпечує виконання лабораторно-практичних робіт у повному обсязі.
В коледжі діє комп'ютерний центр, до складу якого входять сім комп'ютерних класів з підключенням до мережі Internet, створених на базі сучасної комп'ютерної техніки, локальна комп'ютерна мережа, а також редакційно-видавнича група, яка займається виданням навчально-методичної літератури та іншої методичної документації.
Крім того з метою більш широкого впровадження інтерактивних методів навчання за останні роки у коледжі створено два мультимедійних класи (загальною площею 160 м2 на 100 посадкових місць), повністю оснащених сучасною мультимедійною технікою та іншими технічними засобами навчання.
Соціальна інфраструктура коледжу включає їдальню на 220 місць, актову залу на 300 місць, спортивну залу, тренажерну залу, бібліотеку з читальною залою на 60 місць, медпункт, оздоровчий комплекс з тренажерною залою та сауною, а також два гуртожитки загальною площею 5690 м2, в тому числі 2359 м2 житлової площі.
В гуртожитку створені сприятливі умови для проживання студентів, цікавого проведення дозвілля. Всі кімнати студентів, що проживають в гуртожитку під'єднані до мережі Internet.
Всі приміщення коледжу відповідають санітарно — технічним вимогам і забезпечують необхідні умови для підготовки фахівців.

## Історія

### Коротка хронологія
1884 — після затвердження Статуту почали свою діяльність Смілянські технічні класи, відкриті за сприяння графів графів Бобринських — перший і єдиний навчальний заклад Російської імперії, що готував кадри для цукрової промисловості.
1917 — перетворення Технічних класів у Смілянське середнє хіміко-технологічне училище.
1922 — реорганізація училища у хіміко-технологічний технікум — першу вищу Технічну школу України. Початок роботи профтехшколи.
1929 — відкриття на базі технікуму цукрового інституту.
1930 — переведення цукрового інституту до Києва(зараз інститут має назву Національний університет харчових технологій). Профшкола була реорганізована у технікум харчової промисловості.
1944 — перший повоєнний набір студентів.
1946 — поновлено підготовку кадрів за спеціальностями: «Технологія цукрового виробництва», «Механічне і теплотехнічне устаткування цукрозаводів», розпочато підготовку техніків з «Виробництва і монтажу харчових апаратів і машин», «Промислового і цивільного будівництва». Організовано курси підвищення кваліфікації технічного персоналу цукрових заводів.
1966 — відкриття спеціальності «Обробка металів різанням»
1975, 1986 — побудовано нові навчальні корпуси.
1982 — відкриття спеціальності «Експлуатація автоматичних пристроїв у харчовій промисловості».
1999 — відкриття спеціальностей «Організація виробництва», «Програмування для електронно-обчислювальної техніки і автоматизованих систем», «Експлуатація систем обробки інформації та прийняття рішень», «Обслуговування комп'ютеризованих інтегрованих і робототехнічних систем».
2003 — входження технікуму до складу Національного університету харчових технологій.
2004 — створення на базі технікуму заочного факультету НУХТ в місті Сміла.
2010 — перший набір студентів за спеціальністю «Виробництво хліба, кондитерських, макаронних виробів та харчових концентратів».
2011 — відкрита спеціальність «Маркетингова діяльність».
2015 — Смілянський технікум харчових технологій перейменовано в Смілянський коледж харчових технологій.
2020 — Смілянський коледж харчових технологій перейменовано у Відокремлений структурний підрозділ «Смілянський технологічний фаховий коледж Національного університету харчових технологій».
2025 — Смілянський коледж харчових технологій зазнав руйнувань внаслідок російської ракетно-дронової атаки 29 червня 

### Історія закладу
Виникнення спеціалізованого навчального закладу у місті Сміла пов'язане, з одного боку, з розвитком освіти в Російській імперії, створенням Київського відділення Російського імператорського технічного товариства, а з іншого — необхідністю підготовки інженерно-технічних кадрів вищої і середньої ланки для бурякоцукрового виробництва, галузі, що на той час найбільш інтенсивно розвивалася.
Таким чином, історія Національного університету харчових технологій, витоки якої сягають другої половини XIX століття, тісно пов'язана з історією розвитку цукрової промисловості. На той час в Україні вироблялося 84 % цукру від загальноросійського виробництва, і якщо у 1830 році на теренах нашої держави було лише шість цукрових заводів, то у 1848 році їх налічувалося вже 192.
Особливо потребували висококваліфікованих кадрів підприємства графа Олексія Бобринського — цукрозаводчика, якого сучасники вважали засновником цукрової промисловості в Україні і зусиллями родини якого Київ став «цукровою столицею» світу, а Російська імперія увійшла до найбільших виробників цукру. У 1858 році О. О. Бобринський при Смілянському цукрорафінадному заводі заснував початкове училище з трирічним курсом і програмою навчання, яка відповідала програмі церковнопарафіяльної школи. Щорічно навчання в училищі завершували близько 30 осіб, при цьому малозабезпечені учні звільнялись від оплати.
Проблема нестачі кваліфікованих кадрів для цукрової галузі та відкриття спеціалізованого навчального закладу стала нагальною справою, і шляхи її вирішення обговорювалися в пресі, починаючи з 1862 р.
У 1866 році за ініціативи одинадцяти приватних осіб — видатних промисловців, інженерів, а також викладачів Петербурзького університету, було створено Російське технічне товариство, мета якого полягала у сприянні розвитку техніки та фабрично-заводської промисловості (у 1874 р. Товариству присвоєно звання Імператорського).
У 1871 р., згідно з рішенням заснованого у 1870 році Київського відділення Російського технічного товариства, провідні учені — професори Дмитро Менделєєв, Олександр Бутлеров, Федір Гарнич-Гарницький, Петро Алексєєв, Микола Бунге та інші — читали курси публічних лекцій, а кошти, отримані за них, перераховували у фонд організації училища цукроварів. Для відкриття навчального закладу у фонд переказували кошти також власники цукрових заводів.
Разом із тим, у період із 1874 по 1877 роки засновники училища постали перед гострою проблемою нестачі коштів і незатвердженого з цієї причини статуту училища, попри те що Технічне товариство у 1877 році отримало попередню згоду графа Володимира Бобринського (сина Олексія Бобринського) стати Почесним попечителем навчального закладу.
Голова комісії з технічної освіти Російського Імператорського технічного товариства Євген Андрєєв у 1874 році розробив проект закону про працю і навчання малолітніх, який у 1882 році був затверджений як Положення про училища, що перебувають у відомстві Технічного товариства. Згідно з ним, Товариству було дозволено відкривати училища при фабриках і заводах; ці училища поділялися на два розряди — школи і спеціальні класи (технічні, ремісничі, креслення, малювання) та школи загальноосвітні.
Прийняття Положення про училища дозволило Київському відділенню Російського імператорського технічного товариства на своєму засіданні 15 лютого 1884 р. ухвалити рішення про відкриття у місті Сміла технічних класів на базі училища графів Бобринських. Результатом цього стало подання від 22 березня 1884 року до Попечителя Київського навчального округу щодо отримання дозволу на відкриття класів, до якого додавався проект статуту, підготовлений професором Миколою Бунге.
Після погодження з київським губернатором такий дозвіл було отримано. Циркуляром № 3279 від 16 квітня 1884 року Попечитель Київського навчального округу дозволив відкрити у Смілі дворічні технічні класи. Почесним Попечителем цих класів став, за особистої згоди імператора Олександра III, граф Володимир Бобринський, який асигнував значні кошти на їх відкриття. Таким чином було започатковано спеціалізований технічний навчальний заклад для підготовки технологів, хіміків та майстрів цукрового виробництва.
Місце його розташування пояснювалося як об'єктивною обставиною (зосереджено основне виробництво цукрових буряків), так і суб'єктивним чинником — активністю місцевої влади, яка порушила клопотання і всіляко сприяла відкриттю навчального закладу.
А про значення цього закладу для розвитку цукрової промисловості Російської імперії свідчить увага провідних науковців Росії до підготовки науково-педагогічних кадрів. Так, велику роль у формуванні спеціалістів цукрового виробництва відіграв Петербурзький університет, створений у 1828 р. Нормативний курс технології і технічної хімії, до складу якого входив напрям «Цукрове виробництво», викладали професори П. А. Ільєнков, пізніше — М. В. Скобліков, М. М. Любавін, Д. І. Мендєлєєв. Загалом зі стін Петербурзького університету вийшли понад 250 інженерів і техніків. Спеціалістів-цукроварів готували й у Московському ремісничому училищі (з 1868 р. — Московське вище технічне училище).
У Київському імператорському університеті Святого Володимира у створенні та науково-методичному забезпеченні наукового напряму з технології виробництва цукру брали участь професори П. П. Алексєєв, М. А. Бунге, Т. І. Лоначевський-Петруняка.
Підготовка фахівців для галузі велася також у Харківському практичному технологічному інституті. Так, випускник природничого відділення Київського імператорського університету Святого Володимира І. А. Красуський протягом двох семестрів слухав лекції та проходив практикум із цукроваріння та буряківництва в лабораторіях Цюріхського і Брауншвейгського політехнікумів. Практичний досвід із цукрового виробництва він одержав під час роботи на цукрових заводах: один рік — у Німеччині на заводі Twulpstedf та один рік — в Росії на Андрушковському заводі. З 1893 р. Іван Красуський працював у Харківському університеті як лаборант агрономічної лабораторії, а після складання іспиту на магістра хімії отримав право як приват-доцент читати лекції на кафедрі хімії.
Першим керівником Смілянських технічних класів став вихованець Механічного відділення Петербурзького технологічного інституту, видатний новатор у галузі очищення цукру Микола Васильович Черіковський. Протягом 40 років він працював на Смілянському цукровому заводі інженером, потім — директором. Саме завдяки йому класи отримали можливість навчати студентів на території цукрового заводу у приміщенні заводського училища, відкритого О. О. Бобринським. Микола Васильович зміг організувати навчальний процес так, що обидва навчальні заклади працювали незалежно один від одного. Добір викладачів і фінансування закладу відповідало необхідним вимогам.
Одним із головних аспектів успішності смілянських класів було вдале поєднання теорії та практики. Зранку і до опівдня проходили практичні заняття у лабораторіях та майстернях Смілянського цукрового заводу, а друга половина дня була присвячена теорії. Після складання іспитів учні протягом двох літніх місяців закріплювали отримані навички і вміння, працюючи на виробництві, зокрема під час ремонту заводів перед початком чергового сезону цукроваріння.
Після завершення курсу теоретичного навчання кожен випускник мав відпрацювати два роки на цукровому заводі та отримати позитивний відгук від адміністрації про свою поведінку та службову діяльність, а також надати детальний письмовий звіт із пояснювальними кресленнями, після розгляду якого йому видавався атестат від Російського технічного товариства.
Оскільки технічні класи готували керівників середньої ланки, учням викладали багато додаткових курсів. Зокрема, протягом другого семестру у вихідні і святкові дні вони слухали лекції з гігієни, які на початку ХХ ст. читав доктор Б. С. Козловський. Крім цього, випускники в позаурочний час знайомилися з правилами акцизного нагляду за цукровим заводом, акцизного обліку та ведення відповідної документації.
Значні кошти витрачалися на соціальні потреби. Так, класи власним коштом утримували спільну квартиру (гуртожиток), виплачували допомогу найбіднішим учням, оплачували лікування. Ще до отримання статусу училища Смілянські технічні класи стали зразком організації навчального процесу. Так, на першій Всеросійській гігієнічній виставці у Санкт-Петербурзі (1893 р.) навчальний заклад графів Бобринських отримав Золоту медаль; на XVI Всеросійській Промисловій і Художній виставці (1896 р., Нижній Новгород) за відділенням народної освіти Смілянські технічні класи отримали диплом І розряду, а на Київській сільськогосподарській виставці 1897 року — презентували власну виставку-вітрину. Свідченням вагомого місця, яке посіли класи у суспільстві, були численні публікації у періодичних виданнях, зокрема схвальні відгуки у журналі «Нива» та стаття професора В. Войкова (1892 р.).
Діяльність класів викликала позитивну оцінку офіційних установ. Так, у 1904 році, згідно з окремою приміткою, їх було включено до звіту Попечителя Київського навчального округу, хоча до цього переліку входили лише заклади із статусом училища. Попечитель, зокрема, відзначав досягнення класів у поширенні професійних знань та їх якісному зростанні, а також прекрасно облаштовані лабораторії й майстерні, високий рівень викладацького складу.
З 1900 по 1907 р. попечителем класів був О. О. Копилов — за відгуками сучасників, талановитий експериментатор і педагог, прибічник поглиблення теоретичної бази при підготовці кадрів для цукрової промисловості. Дбаючи про неперервність навчання, О. О. Копилов звернувся з клопотанням про відтермінування військової служби до досягнення учнями 24-річного віку.
З 1903 р. навчання в Технічних класах тривало три роки. Оскільки швидкий прогрес галузі вимагав від майбутніх спеціалістів не лише фахової, а й ґрунтовної інженерної базової підготовки, відкрито підготовчий клас, де викладали креслення і будівельні роботи, Закон Божий, фізику, хімію, математику, природничу історію. Сплату за навчання малозабезпечених студентів вносили цукрозаводчики. За успіхи в навчанні призначалися іменні стипендії членів імператорської родини і графа Л. О. Бобринського, а також видатних науковців та інженерів галузі — І. Д. Мусатова, М. О. Толпигіна тощо.
У 1906 році класи нарешті отримали власне приміщення: граф Лев Бобринський на власні кошти збудував навчальний корпус по вулиці Рафінадній.
У 1907 р. О. О. Копилова змінює на посаді С. Ф. Калінін. За період з 1884 по лютий 1917 рр. технічні класи підготували 440 кваліфікованих спеціалістів, серед яких — і керівники цукрових заводів, і видатні вчені. Зокрема, випускником Смілянських технічних класів став І. А. Кухаренко, фундатор теорії кристалізації цукру, майбутній завідувач кафедри технології цукристих речовин Київського технологічного інституту харчової промисловості.
Навесні 1917 року Смілянські класи рішенням Міністерства народної освіти отримали статус середнього хіміко-технічного училища з 4-річним терміном навчання. Очолив хіміко-технічне училище В. К. Нагорнов. Влітку того ж року Російське технічне товариство констатувало: «Смелянские Технические Классы, вступающие в 34-ый год своего существования, являлись до сего времени не только в нашем крае, но и во всей России старейшим учебным заведением для подготовки служащих-специалистов сахарных заводов, но с развитием и повышением профессионального образования в стране вообще, и усовершенствованием сахарной промышленности, будут предъявляться к Техническим Классам большие требования, а таковыя удовлетворить представится возможным лишь, преобразовав их в среднее химико-техническое училище». Про зацікавленість Тимчасового уряду у підготовці кадрів для цукрової промисловості яскраво свідчить збільшення фінансування діяльності училища: від 16 432,5 рублів до 32 525 рублів на рік.
Буремні події 1917—1918 рр. внесли свої корективи у життя навчального закладу. Німецька окупація Сміли у 1918 р., а після неї — невизначеність періоду Директорії негативно позначилися на діяльності училища. Насамперед це стосувалося матеріальної бази: частину обладнання з майстерень вивезли до Німеччини, а під час погрому, влаштованого «Смілянською сотнею вільного козацтва» Я. Водяного, було знищено частину лабораторного обладнання. Однак, попри ці прикрі обставини, викладачі та студенти знайшли в собі мужність продовжити навчання. Зусилля ці не були марними і незабаром привели до якісного поступу у статусі навчального закладу.
У 1918 році завідувачем Смілянського хіміко-технічного училища став випускник природничого факультету Петроградського університету О. С. Соколов, який продовжив його розвиток у складні часи політичних і економічних змін. З початком непу (1921 р.) училище було реорганізовано у технікум харчової промисловості, а наступного року при ньому було відкрито професійну школу. Виходячи з потреб тогочасної харчової промисловості, у 1922 році в технікумі започаткували два відділення — механічне та відділення бурякоцукрового виробництва.
Таким чином, початок 1920-х років можна вважати стартовим етапом розгалуження навчального закладу: поряд із вищою школою — Смілянським технікумом харчової промисловості — існував також заклад середньої спеціальної освіти, Смілянська профшкола. У звіті за літній триместр 1923 р. технікум кваліфікувався як вищий навчальний заклад, випускники якого успішно працювали в усіх союзних республіках за спеціальністю «цукроваріння».
Ішлося також про відкриття хімічного відділення. У доповідній записці з питань складання навчального плану Смілянської профшколи і технікуму цукрової промисловості зазначалося: «…химическое отделение более всего приблизилось к действительным потребностям сахарной промышленности. Но вместе с тем оно стало особняком от механического и агрономического отделения, составляя как бы самостоятельное учебное заведение».
Уже під час прийому на 1923 навчальний рік обумовлювалося, що курс навчання у профшколі становитиме два роки, а у технікумі — три. Для вступу до профшколи вимагалося закінчення семирічної трудової школи в Україні або двох перших класів школи другого ступеня для вихідців із Росії. Прийом відбувався за результатами іспитів із політграмоти, арифметики, алгебри, геометрії, природознавства та позитивної оцінки письмових творів українською чи російською мовою. Умови вступу на всі три відділення профшколи були однакові.
Для вступу до технікуму вимагалося закінчення профшколи за профільною спеціальністю і складання вступних іспитів як із загальноосвітніх, так і зі спеціальних дисциплін. Так, від вступників на хімічне відділення вимагалися достатні знання з політграмоти, арифметики, алгебри, геометрії, тригонометрії, фізики, цукрового виробництва, неорганічної хімії, а також написання твору на задану вільну тему українською чи російською мовою і зняття з натури ескізу. Для вступу на механічне відділення вимагалися достатні знання з вищезгаданих шкільних предметів, а також виконання контрольної роботи зі столярної та слюсарної справи. Студентами агрономічного відділення (закритого у 1924 р.) могли стати претенденти, які склали іспити з політграмоти, арифметики, алгебри, геометрії, тригонометрії, фізики, основ неорганічної хімії, ботаніки, зоології та виконали твір на задану тему.
Із перетворенням хіміко-технічного училища на технікум різко зросли вимоги до викладання та організації навчально-виховного процесу. На зміну О. С. Соколову прийшов П. М. Кислинський, який став першим директором технікуму.
Саме на початок його діяльності припало значне оновлення викладацького складу. П. Кислинському вдалося залучити до викладання приват-доцента Київського політехнічного інституту, директора Черкаського інституту народної освіти О. Ю. Архиповича; викладача Петроградського політехнічного інституту К. О. Курбатова; співробітника Української академії наук І. В. Ліндемана; кандидата фізико-математичних наук І. П. Чефранова.
Оновлення викладацького складу дозволило у найкоротші терміни підвищити ефективність навчання. Уже в 1924 році Смілянський технікум став єдиним технікумом цукрового виробництва не тільки в межах України, а й Радянського Союзу. Випускники технікуму отримували кваліфікацію інженерів-хіміків і інженерів-механіків. За ініціативою П. М. Кислинського Укрпрофосвіта ухвалила рішення про створення кафедри машинобудування (1926 р.), зважаючи на те, що «основи машинобудівництва і особливо будівництво апаратури цукроварень складають одну із головних дисциплін Технікуму».
Значною проблемою для колективу стало рішення Укрпрофосвіти про розформування профшколи, адже більше половини студентів починали навчання саме з неї, приходячи до технікуму з ґрунтовною фаховою підготовкою. П. М. Кислинський як директор технікуму доклав багато зусиль для її відродження, і відповідною ухвалою Народного комісаріату освіти УРСР її було відновлено, а навчання розпочато з 1 січня 1929 р.
Важливість навчального закладу для цукрової промисловості Радянського Союзу зумовила необхідність підвищення професійного рівня викладачів. Уже в 1928 році у технікумі працювало шість професорів другої групи (за тогочасною класифікацією вчених звань); саме тоді звання професора отримав і П. М. Кислинський.
Враховуючи високий рівень підготовки спеціалістів і активну наукову діяльність колективу, Колегія Народного комісаріату освіти УРСР від 28 листопада 1929 р. ухвалила рішення про створення на базі технікуму Смілянського цукрового інституту.
На посаді директора інституту П. М. Кислинський пропрацював недовго: за сфабрикованою справою про «злочинницьку» організацію «Промпартія» 22 березня 1931 року він був заарештований і засуджений до чотирьох років заслання у Вологду. До Сміли він більше не повернувся. Повністю П. М. Кислинського було реабілітовано лише 24 квітня 1959 року.
Рубіж 1920-30-х рр. відзначився кардинальними перетвореннями у народному господарстві, створенням нових та реконструкцією існуючих галузей промисловості. Гостро постала проблема нестачі інженерних кадрів.
У 1930 році на базі Смілянського інституту цукрової промисловості, а також цукрових факультетів Кам'янець-Подільського хімічного інституту і Київського політехнічного інституту було створено Київський інститут цукрової промисловості (КІЦП).
Профшкола була реорганізована у технікум харчової промисловості.

## Випускники
Серед випускників технікуму:
- І. А. Кухаренко — ректор Київського політехнічного інституту,
- М. Ф. Кулінич — міністр харчової промисловості України та Радянського Союзу,
- П. Д. Федоров — директор Київського технологічного інституту харчової промисловості у 1947—1962 роках,
- А. А. Гетьман — академік Санкт-Петербургської Інженерної Академії,
- В. С. Брюховецький — почесний президент Києво-Могилянської академії,
- відомі діячі науки — М. О. Архипович, М. М. Пушанко, М. О. Масліков та багато інших.

## Керівники
В різний час директорами навчального закладу працювали Д. І. Коченовський, П. Н. Кислінський, В. П. Гельварг, Г. І. Слєзєв, В. І. Стеценко, О. Ф. Давиденко, 
- 1987—2008: Віктор Федорович Бардадим[3].

На 2020 рік директором коледжу є О. І. Хоменко.